# Karl Pfeiffer-Haardt
Karl Pfeiffer-Haardt (* 1. Oktober 1902 in Haardt; † 30. Juli 1957 in Bayreuth) war ein deutscher Architekt.

## Werdegang
Von 1922 bis 1927 studierte Pfeiffer-Haardt an der Technischen Hochschule München. Von 1927 bis 1931 war er Mitarbeiter von German Bestelmeyer in München, von 1931 bis 1934 Assistent im Entwurfskolleg der Technischen Hochschule München. 
Von 1934 bis 1939 war er künstlerischer Berater im Deutschen Siedlungswerk Berlin, danach übernahm er die Leitung des Referats „Siedlung und Planung“ bei Reichsarbeitsministerium in Berlin.
Ab 1939 war er Professor an der Akademie Düsseldorf (Meisterklasse für Architektur), 1941 leitete er den Wiederaufbau der zerstörten Gemeinden im Elsass.
Von 1947 bis 1957 war er freier Architekt in Bayreuth, ab 1949 Mitglied der Deutschen Akademie für Städtebau und Landesplanung, ab 1952 Mitglied des Bayerischen Landes-Baukunstausschusses.

## Bauten
- 1950–1954 Friedhofskapelle und Leichenhalle in Affalterthal
- 1950–1953 Notkirche in Steinwiesen
- 1949/1950 Landwirtschaftsschule in Bayreuth
- 1948 Verlagsgebäude der Fränkischen Presse in Bayreuth
- 1945/1946 Rathaus Landau/Isar
- Wiederaufbau kriegszerstörter Gemeinden
- Christuskirche in Bayreuth